# Guy Leclerc
Guy Leclerc (ur. 5 października 1955 w Montrealu) – kanadyjski piłkarz wodny, uczestnik Letnich Igrzysk Olimpijskich 1972 i 1976.
Na igrzyskach w Monachium Leclerc reprezentował Kanadę w kilku meczach, w których nie zdobył jednak żadnego gola. W klasyfikacji końcowej, jego drużyna uplasowała się na ostatnim 16. miejscu.
W 1976 roku, na igrzyskach w Montrealu, Leclerc także wystąpił w kilku spotkaniach, ponownie nie zdobywając jednak żadnej bramki. Na tym turnieju Kanada uplasowała się na dziewiątym miejscu.
W 1979 roku Leclerc – wraz z kolegami z reprezentacji – zdobył brązowy medal na igrzyskach panamerykańskich, które odbywały się w San Juan w Portoryko.